# Lundevatnet
Lundevatnet är en insjö i den nedre delen av älven Sira, på gränsen mellan Flekkefjords kommun i Agder fylke och Lunds kommun i Rogaland fylke i sydvästra Norge. Sjön ligger på en höjd av mellan 49 och 44 meter över havet. Älven Sira rinner ut på den östra sidan av Lundevatnet. Sjön får också ett större tillflöde i norra änden av Moisåna från Hovsvatnet som ligger 62 meter över havet i Lunds kommun.
Lundevatnet har en yta på 26,3 kvadratkilometer, den största längden är 25 kilometer och det största djupet är 314 meter, vilket är 268 meter under havets nivå. I samband med utbyggnaden av Sira–Kvina har Lundevatnet dämts upp till samma nivå som sjön Sirdalsvatnet, för att tillsammans utgöra ett sammanhängande vattenmagasin. Fallet från Lundevatnet ner till älven Siras utlopp i Nordsjön utnyttjas vid Åna-Sira kraftverk (150 MW, 643 GWh) vid Åna-Sira.